# Andytown

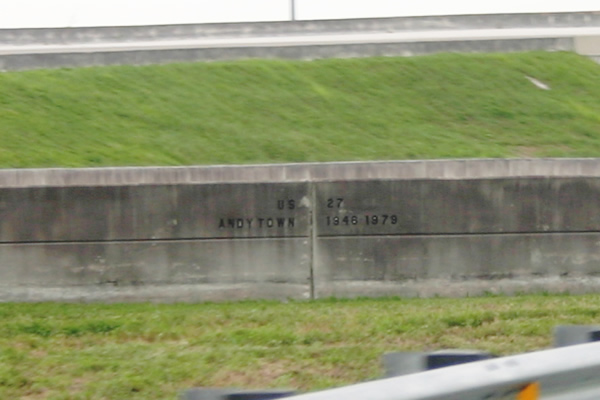
Inschrift mit Jahreszahlen am US-Highway 27

Andytown (Florida) war eine Ortschaft im Broward County in den Vereinigten Staaten an der Kreuzung des US-Highways 27 mit der Florida State Road 84. 1979 wurde die Ortschaft beseitigt, um die Interstate 75 in Alligator Alley auszubauen. Die Ortschaft war bis in die 1980er Jahre noch auf Karten zu finden. Bei einigen Online-Diensten ist der Geisterort heute ebenfalls noch verzeichnet.
Die Ortschaft selbst war durch Andy Poulus 1947 gegründet worden. 1963 erhielt Andytown den Status einer Ortschaft.
Reste von Andytown können östlich des Highway 27 an der Griffin Road gefunden werden. Neben dem Friedhof findet sich noch heute eine Transformatorenstation, die die Aufschrift Andytown trägt. In der nahen Stadt Davie befindet sich eine Bar namens Andy's Lounge and Package, die ein altes Ortsschild über der Eingangstür angebracht hat. Nahe Andytown befand sich auch der frühere Autohof bzw. Truckstop namens Jo-Mo City am US-Highway 27.